# Eunidia albescens
Eunidia albescens là một loài bọ cánh cứng trong họ Cerambycidae.